# 大內群英
《大內群英》是1980年代由麗的電視製作的香港電視劇集。描述康熙晚年，九個皇子爭奪皇位不擇手段，皇四子密謀篡改遺召，登上皇位；皇四子更和刺客呂四娘發展出一段世俗不容的戀情。

## 劇情簡介
清朝康熙末年，眾王子謀奪皇位。四阿哥在年羹堯的支持下，謀害其父皇，篡改傳位詔書，最終打敗了有武林高手曾靜支持的十四阿哥，登上皇位，改號為雍正。但十四阿哥悉知父皇被害的真相後，發誓為父報仇！朝中各派勢力明爭暗鬥……。雍正、曾靜與呂四娘的三角戀情暗藏殺機。雍正對親信反覆無常，對逆反者狠下毒手，年羹堯、十四阿哥、曾靜的命運都在雍正的掌握之中……而雍正自己的生死又是誰來決定？

## 主要演員

### 清室
| 演員   | 角色     | 暱稱／關係 |
| 李 亨  | 康熙     | 清朝皇帝，被四阿哥毒死 |
| 梁舜燕 | 德妃     | 康熙帝后妃，四阿哥及十四阿哥之親母，及十三阿哥之養母。因十四阿哥誤會雍正帝派其西征，目的是要加害於他，向德妃哭訴，德妃找雍正帝理論，即使雍正帝向其解釋本意但她仍不相信，並自盡迫使雍正帝收回成命。雍正帝大怒後設局嫁禍八、九、十四阿哥。 |
| 麥天恩 | 皇二子   | 康熙帝次子，曾被立為太子，多次被四阿哥加害。 |
| 萬梓良 | 皇四子   | 康熙帝四子，心狠手辣，為達目的不擇手段，殺父後登基為帝。 |
| 江 濤  | 皇八子   | 康熙帝八子。 |
| 莫少聰 | 皇九子   | 康熙帝九子。見識過火鎗威力後，在十四阿哥放棄後請纓助馬基茲訓練洋鎗隊。 |
| 賴水清 | 皇十三子 | 康熙帝十三子，只在劇初登場。自幼被德妃收養，與四阿哥合謀聘道士加害二阿哥，事發後為報答德妃及四阿哥恩情而替四阿哥頂罪，被康熙帝賜死。 |
| 伍衛國 | 皇十四子 | 康熙帝十四子，原為康熙帝屬意的繼位人選，仁厚及對兄弟友善，沒有聽從曾靜勸告而錯失登基機會。對四阿哥猜忌，即使四阿哥即位後認為他沒有威脅而欲重用他，但他仍然不相信四阿哥。                                                                 |
| 陳思穎 | 鈕祜祿氏 | 四阿哥之正妻，弘曆養母 |
| 王書麒 | 弘曆     | 四阿哥在圍獵時與李金桂生下之子，四阿哥為掩飾此事而訛稱為鈕祜祿氏所出。自幼聰明伶俐。 |
| 董 驃  | 皇叔     | 雍正帝為討好呂留良廢除漢人剃髮易服後，率領眾貝勒向雍正帝要求取消有關詔令。 |
| 亦 嘉  | 琴娘     | 二阿哥之妻，二阿哥獲罪後被分配到九阿哥府中。馬基茲作客九阿哥府中後看中她，九阿哥遂使計讓馬基茲侵犯她。 |

### 清宮
| 演員   | 角色   | 暱稱／關係 |
| 張惠儀 | 李金桂 | 宮女，四阿哥圍獵期間寵幸她，並生下弘曆。後離宮，嫁到陳家村並生下陳家洛。                                                                                           |
| 鄧德光 | 太監   | 兩次到韓翎家宣旨，均被韓沖打傷 |
| 何乃豪 | 小桂   | 四阿哥貼身太監 |
| 阮惠熊 | 小圖   | 四阿哥貼身太監，後被雍正帝派往年羹堯軍中當監軍，被年羹堯留難，後年羹堯命其擔當哨兵，企圖向雍正帝報訊但被捉回。年羹堯打勝仗回京後施計，令雍正帝准許年羹堯斬殺小圖。 |
| 吳晶瑩 | 蔡金花 | 宮女，侍奉皇后，向弘曆洩露陳家洛被捕及隆科多為知情人士 |

### 清廷
| 演員   | 角色     | 暱稱／關係 |
| 鮑漢琳 | 隆科多   | 國舅，協助四阿哥登基及追求呂四娘 |
| 楊澤霖 | 年羹堯   | 原東門總兵，看中四阿哥及十四阿哥有力登位，因十四阿哥傲慢對待而投靠四阿哥，因此深得四阿哥信任，扶搖直上，並恃寵生驕。因韓翎對他有救命之恩而多次幫助韓家。在德妃死亡事件中因十四阿哥展示曾靜信件而幫助十四阿哥，令雍正帝開始懷疑他。後被雍正收回兵權削職，因企圖入宮面見雍正，雍正深感其煩而貶其为總兵，並貶謫到杭州。後来因穿著御賜龍袍要求杭州太守下跪，被雍正帝下令收回龍袍；身穿龍袍在隆科多面前下令隆科多跪拜後，自盡。死後首級送到雍正帝前，雍正帝令以國禮下葬。 |
| 曹達華 | 韓翎     | 原大內總管，因曾借出二阿哥賞賜衣物予十三阿哥，被牽連下被康熙帝下旨處決，被韓沖冒死救出後流亡。後因雍正帝登位大赦天下，懇求年羹堯後成為弘曆的伴讀。得悉沈玉妍要下嫁年羹堯後多次向雍正帝要求協助，反因雍正帝煩厭下而下旨年羹堯迎娶沈玉妍，弄巧反拙。後為血滴子所殺。 |
| 梁小龍 | 韓沖     | 韓翎之子，性格衝動。因武功高而為雍正帝效力。喜歡沈玉妍，但因其父而弄巧反拙。 |
| 方傑   | 傳旨太監 | 為雍正帝傳旨，命年羹堯迎娶沈玉妍 |
| 卡迪遜 | 馬基茲   | 西洋人，精於洋鎗，在雍正帝前示範洋鎗，並和八阿哥比試射鴿勝出，後被雍正帝命其協助訓練洋鎗隊。 |
| 鄭恕峰 | 顧春霖   | 新科狀元，因不肯送禮予隆科多，被隆科多冷待。後因韓沖之助，被隆科多派往山西擔任知府。後得曾靜之助扶搖直上。 |
| 區 嶽  | 區副將   | 年羹堯軍中副將，隆科多到年羹堯軍中要求解散兵力，他不聽從，被隨隆科多的無名殺死。 |
| 鄧德光 | 年軍副將 | 年羹堯軍中副將 |
| 邱德元 | 年軍副將 | 年羹堯軍中副將 |
| 方 傑  | 年軍副將 | 年羹堯軍中副將 |
| 陳伯元 | 年軍副將 | 年羹堯軍中副將 |
| 石中玉 | 年軍副將 | 年羹堯軍中副將 |
| 林添   | 年軍副將 | 年羹堯軍中副將 |
| 馬宗德 | 紅衣活佛 | 西藏密宗掌門人，無名之師，為雍正帝效力，後被無名出賣，被曾靜所殺。 |
| 羅樂林 | 無名     | 西藏密宗掌門人，紅衣活佛之徒，武功高強，通曉邪術，為雍正帝效力，以陰眼通令白泰官自殺。為血滴子的負責人，替雍正帝殺害異己。 |

### 年家
| 演員   | 角色   | 暱稱／關係 |
| 楊澤霖 | 年羹堯 | 見上 |
| 陳婉薇 | 沈蕙妍 | 年羹堯妻，體弱多病，臨終前要求其妹下嫁年羹堯以服侍其夫。 |
| 魏秋樺 | 沈玉妍 | 沈惠妍之妹，遇上逃亡的韓翎父子，好心收留他們，因此結識韓沖，並與他互生情愫，但因韓翎弄巧反拙，被雍正帝賜婚年羹堯。懷有一子，因年羹堯失勢，怕被雍正帝滿門抄斬，年羹堯將她交託予韓沖。 |
| 蕭山仁 | 徐福   | 年家總管，韓沖到年府送人蔘果給沈玉妍時留難他，並企圖偷吃，被韓沖打其一頓。年羹堯回府知悉此事後撤去其職。後因誣陷韓沖與沈玉妍有姦情而被年羹堯挖去舌頭並趕走。                         |

### 其他
| 演員   | 角色     | 暱稱／關係 |
| 米 雪  | 呂四娘   | 本劇女主角，被四阿哥、曾靜及白泰官愛上。本喜愛四阿哥，但因叔父呂留良從中作梗而下嫁白泰官。 |
| 姜大衛 | 曾靜     | 江湖中人，效力十四阿哥，曾勸十四阿哥採取進取措施以取皇位，但十四阿哥沒有聽從。四阿哥離宮時曾暗殺四阿哥但誤中副車。                                                                                     |
| 盧宛茵 | 花大娘   | 經營菜館。韓翎父子逃亡期間遇上並收留他們。後被韓翎迎娶填房，被韓沖譏為「食軟飯」。 |
| 黃一飛 | 玄機子   | 京城名相士，算出有一劫而關門，但被四阿哥強行要求為其看相，洩露四阿哥天機後被四阿哥滅口。 |
| 吳 桐  | 呂留良   | 年羹堯好友，經年羹堯介紹，結識四阿哥，並助其登位。因種族之見而反對呂四娘與四阿哥親近，並施計令四娘下嫁白泰官，造成呂家及白泰官日後的悲劇。                                                             |
| 林司聰 | 翡翠     | 曾靜侍婢，與明珠情同姊妹。明珠死後傷心地離開曾靜。 |
| 陳毓娟 | 明珠     | 曾靜侍婢，後成為其妾。為救呂四娘，被無名以血滴子殺害。 |
| 阮佩珍 | 獨孤慧中 | 曾靜師妹，後成為其妻。行刺雍正帝失敗被殺 |
| 凌文海 | 白泰官   | 曾靜好友，與呂四娘指腹為婚，初誤會呂四娘喜歡曾靜而借酒消愁，後被呂留良施計而迎娶呂四娘，婚後被無名大師施計偷聽到呂四娘與雍正帝對話而對呂四娘產生誤會。後中無名大師陰眼通邪術，寫下對呂女娘休書後自盡。 |
| 譚一清 | 王淑霖   | 兩朝元老，因事得罪年羹堯，被年下令掛於旗桿之上，暴曬而死 |
| 柳影虹 | 柳菁菁   | 青樓女子，曾被二阿哥看中，在競投初夜時被酒醉的白泰官以五百兩投得。白泰官借酒消愁時陪伴他，並唱出本劇片尾曲                                                                                             |
| 陳寶儀 | 孟麗絲   | 曾和十四皇爺相愛，後愛上年羹堯，但拒絕為其妾而離去。 |
| 徐家霖 | 陳家洛   | 李金桂之子，弘曆同母異父之弟。 |
| 曾健明 | 劉管家   | |
| 關月明 | 丫環     | |
| 陳偉匡 | 王守慈   | 王淑霖之子，為父報仇多次加害年羹堯，但年羹堯卻放過他。 |
| 曾永坤 | 妖道     | 於第一和第二集出現,被曾靜制服。 |

## 與史實之差異
- 劇中年羹堯登場時任職總兵，史載年羹堯為進士。
- 劇中四阿哥與十三阿哥找道士作法陷害二阿哥，事發後十三阿哥包攬全部罪名，被康熙帝賜死。史實十三阿哥在四阿哥登帝位後才病逝。
- 劇中多位貝勒稱呼德妃為「皇阿媽」；但貝勒應稱呼母親為「額娘」，四阿哥即位後亦多次稱呼德妃為「太后」。
- 劇中四阿哥多次稱呼十四阿哥名字為允禎，亦自稱為允禛；惟康熙帝諸子改名為「允」字乃是四阿哥登基後為避諱而改的，改名後更不是「允禎」而是「允禵」，四阿哥本人亦未曾改名。
- 劇中多位貝勒都被稱為「太子」，如二太子、十四太子，演員表字幕亦顯示各貝勒為「太子」；惟只有儲君才能被稱為太子。
- 劇中採用野史隆科多篡改詔書的說法。
- 年羹尧的妻子並不姓沈，他先後娶了納蘭性德之女和輔國公蘇燕之女。
- 二阿哥被幽禁在咸安宮，在四阿哥即位後移幽鄭家莊的王府，並非劇中逃亡後被十四阿哥收留在府中。
- 由於雍正帝對兄弟猜忌，即位後將二阿哥、八阿哥、九阿哥、十四阿哥幽禁，並非像劇中般讓八、九、十四阿哥視察火鎗隊並讓他們請纓擔任隊長，及下旨命十四阿哥隨年羹堯西征。
- 年羹堯被貶到杭州後，劇中的職位是守城門的總兵，而史實記載他的職位是杭州將軍。
- 年羹堯在劇中在隆科多宣旨要求拿回御賜龍袍後回杭州家中，在家中自盡。史載年羹堯全家被押回京師後，本人被賜死，其次子則被處斬（長子於年羹堯死前兩年已病故）。劇中年死後雍正帝下令以國禮下葬，而史載雍正帝親自寫下「名教罪人」懸其家門。